# Rio (franciză)
Rio este o franciză media de animație americană creată de Carlos Saldanha. Este alcătuită din două filme și două jocuri video, cu un film viitor în dezvoltare. Primele două filme au fost produse de Blue Sky Studios și au fost distribuite de compania sa părinte de atunci 20th Century Fox.

## Filme
- Rio (2011)
- Rio 2 (2014)
- Rio 3 (VFA)

## Scurtmetraje
- Rio: The 4-D Experience (2013)

## Jocuri video
- Angry Birds Rio (2011)
- Rio (2011)